# Pezichthys
Pezichthys is een geslacht van straalvinnige vissen uit de familie van de voelsprietvissen (Brachionichthyidae).

## Soorten
- Pezichthys amplispinus Last & Gledhill, 2009
- Pezichthys compressus Last & Gledhill, 2009
- Pezichthys eltanini Last & Gledhill, 2009
- Pezichthys macropinnis Last & Gledhill, 2009
- Pezichthys nigrocilium Last & Gledhill, 2009